# Cvikov (Německo)
Cvikov (zastarale Zvíkov, německy Zwickau, výslovnost: IPA: [ˈt͡svɪkaʊ̯],  poslech) je velké okresní město v německé spolkové zemi Sasko, okresní město zemského okresu Cvikov. Žije zde přibližně 88 tisíc obyvatel. Proslavilo se především výrobou osobních automobilů značky Trabant. Ve městě má sídlo Západosaská vysoká škola Cvikov, na které studuje více než 5000 studentů.
Nejznámějším rodákem města je hudební skladatel Robert Schumann. Další významnou osobností města byl automobilový konstruktér August Horch, který ve městě roku 1904 vybudoval automobilovou továrnu společnosti Horch, která se v roce 1910 přeměnila ve společnost Audi. V současnosti je ve Cvikově umístěn pobočný závod společnosti Volkswagen. Tento závod se rozprostírá na severním okraji města na ploše 1,8 km², je zde zaměstnáno více než 6000 zaměstnanců.

## Poloha
Město leží na severozápadním úpatí Krušných hor. Severovýchodně leží Drážďany (110 km) a Saská Kamenice (31 km), severně Lipsko (70 km) a Gera (33 km). Cvikov je po Lipsku, Drážďanech a Saské Kamenici čtvrtým největším městem v Sasku, zatímco blízká Gera se již nachází v Duryňsku. Je součástí metropolitního území Saský trojúhelník, čítajícího zhruba 3,5 milionu obyvatel. Městem protéká řeka Cvikovská Mulda, při které leží zámek Colditz.

## Doprava
Město protínají dvě dálnice, A4 (z Erfurtu do Drážďan) a A72 (z Hofu do Lipska, která končí asi 20 km před Lipskem). Ve městě je provozována tramvajová a autobusová doprava, do sedmdesátých let 20. století také trolejbusová.

## Zajímavá místa ve městě
- Muzeum Augusta Horcha
- Brauhaus
- Dům Roberta Schumanna
- Chrám svaté Panny Marie (Dom St. Marien)
- Oděvní dům/divadlo (Gewandhaus)
- Radnice
- Dům, kde byl vězněn Karel May

## Historie
V roce 1521 odsud do Wittenbergu nedobrovolně odešli cvikovští proroci, malé radikální hnutí předcházející novokřtěnectví.

### Český exil
V době pobělohorské, v letech 1624–1625, přišel do města větší počet evangelíků vyhnaných z Čech. První zápis o nabytí měšťanského práva je z 26. června 1628 pro purkmistra z Ostrova nad Ohří. Po něm získali měšťanská práva i exulanti z Kadaně, Jáchymova, Chebu, Chomutova a výše zmíněného Ostrova. V roce 1626 propukla ve městě epidemie moru a neštovic a na uvolněné místo byli přijímáni další exulanti – a to nejen z Čech, ale i z Rakouska a Slezska.
Emil Wilhelm Herzog (1809–1883, německý kronikář), zaznamenal k roku 1654 další vlnu exulantů původem z Kraslic, Jindřichovic, Přísečnice a Jáchymova.

### Po roce 1945
Na rozdíl od jiných saských měst nebyl Cvikov za druhé světové války poškozen plošným bombardováním. 19. března 1945 se uskutečnily cílené útoky směřující na výrobní a dopravní kapacity ve vnitřním městě, jako byly závody společnosti Auto Union AG Chemnitz, opravny říšských drah a letecké opravny Basser KG. Mariánský chrám na jižní straně a přilehlé obytné domy byly zasaženy při výbuchu letecké bomby. Výrazně poškozené historické budovy v centru města byly zbourány po válce.
Na území severního předměstí Mosel byla v době NDR postavena nová automobilka jako součást koncernu VEB Sachsenring Zwickau. Po sjednocení Německa se od roku 1990 stala sídlem Volkswagen Sachsen GmbH, dceřiné společnosti koncernu Vokswagen, dnes největšího zaměstnavatele v regionu. Trabanty vystřídala výroba VW Polo, Golf, od roku 2020 elektromobilů ID.3.
Do 31. července 2008 tvořilo město samostatný městský okres.

## Osobnosti
- Robert Schumann, (1810–1856) hudební skladatel období romantismu
- Fritz Bleyl, (1880–1966) expresionistický malíř a architekt
- Max Pechstein, (1881–1955) expresionistický malíř
- Gert Fröbe, (1913–1988) herec, mim, spisovatel
- August Horch, (1868–1952) konstruktér automobilů, čestný občan, držitel čestného doktorátu Technické univerzity v Braunschweigu